# 盧熙
盧熙，字公暨，江浙行省平江路崑山州（今江蘇崑山）人，明朝初期政治人物。盧熊之弟。
盧熙因舉薦授睢州同知，后升任知府。當時御史奉命搜舊軍，睢民濫入伍者千人，盧熙命百姓自實，并與御史發生爭議，并稱其境內民間百姓再加逼迫就会逃亡殆尽，如今只有我一人可以，如果要人就把我充役。御史大怒，知道無法奪其志而離去。盧熙后死於任上，因貧不能喪葬，后官員代為入殮。喪葬日時，官員百姓苦人眾竟堵住道路，適逢大雨卻無人離去。